# Los Compadres
 (mai 2025).
Si vous disposez d'ouvrages ou d'articles de référence ou si vous connaissez des sites web de qualité traitant du thème abordé ici, merci de compléter l'article en donnant les références utiles à sa vérifiabilité et en les liant à la section « Notes et références ».
Los Compadres ou Dúo Los Compadres est un groupe de musique cubaine (du genre nueva trova) formé à la fin des années 1940 par Lorenzo Hierrezuelo (Compay Primo) et Francisco Repilado (Compay Segundo). En 1955, Compay Segundo est remplacé par Reynaldo Hierrezuelo, frère de Lorenzo.

## Discographie sélective

### Singles et EP
- 1953 - Yo Canto En El Llano / El Penquito E Coleto (Sonoro)
- 1954 - Macusa / Cuembe Tangana (Sonoro)
- 1956 - El Vendedor De Agua / Baja Y Tapa La Olla (Sonoro)
- 1957 - Su Señoria La Conga / La Rumba Del Yarey (Sonoro)

### Compilations
- 1999 - Sentimiento Guajiro (Tumbao Cuban Classics)